# キトビオース

グルコサミン二量体がキトビオースを形成する。

N,N'-ジアセチルグルコサミン二量体がキトビオースを形成する。

キトビオース(Chitobiose)は、β-1,4-結合したグルコサミンの二量体である。最初に単離された時の方法のせいで、この名前が指す構造には、曖昧性がある。